# 李芳林
李芳林（1918年—？），男，直隶（今河北）平山人，中华人民共和国政治人物，曾任中共河北省委统战部部长，河北省政协副主席，第六届全国政协委员。